# 히가시시오다촌
히가시시오다촌(東塩田村)은 나가노현 지사가타군에 있던 촌이다. 현재의 우에다시에 해당한다.

## 역사
- 1889년 4월 1일 - 정촌제 시행에 의해 2촌의 구역을 확장해 성립하였다.
- 1949년 9월 1일 - 히가시시오다촌, 후지야마촌이 합병해, 새로운 히가시시오다촌이 성립하였다.
- 1956년 5월 1일 - 나카시오다촌, 벳쇼촌, 니시시오다촌과 합병해 시오다정이 성립하여, 동일 히가시시오다촌은 폐지되었다.

## 참고문헌
- 角川日本地名大辞典 20 長野県